# SunShine Nation
Sunshine Nation是一個由加拿大中文電台AM1470和FM96.1主辦；在温哥華舉行的選美活動，其目的是和訓練當地年輕亞裔男女的自信心和發掘其表演慾。其歷史可以追溯到1999年，歴年的参賽者和得獎者有很多都獲得加入香港或台灣演藝圈的機會。

## 主辦機構

### 1999年－2003年
- 主辦：加拿大中文電台AM1470和FM96.1
- 協辦：新時代電視、城市電視、娛樂生活雜誌

### 2006年－目前
- 主辦：加拿大中文電台AM1470、FM96.1和台灣可米製作合辦
- 協辦：新時代電視、城市電視、娛樂生活雜誌

## 歷史演變

### 《陽光少女競選》（1999年－2001年）
由1999年開始AM1470和FM96.1主辨了一個《陽光少女競選》，參赛資格是16－25歲的亞裔少女.。

### 《Sunshine Boyz》（2002年-2005年）
由2002年開始AM1470和FM96.1把此項選美活動改為一個男性選美活動《Sunshine Boyz》，參赛資格是16－25歲的亞裔少年。

### 《Sunshine Nation》（2006年－現今）
由2006年開始AM1470和FM96.1再把此項選美活動演變為一個男、女混合的選美活動並與台灣的「可米製作/流星花園製作公司」合辦。此項選美活動從此易名為《Sunshine Nation》，參赛資格是16－25歲的亞裔少年男女，而男、女兩方各自產生一個冠軍。

## 著名人物
| 人物        | 参選年份 | 名次及獎項                                   | 成就 | 現況                                          |
| 楊洛婷      | 1999年   | Sunshine Girlz亞軍                           | - 後参加2003年度《香港小姐競選》中勇奪亞軍 | - 目前居於香港 - 現為TVB旗下藝員              |
| 陳佑綜      | 2002年   | Sunshine Boyz亞軍                            | - 後参加2005年度新秀歌唱大賽溫哥華選拔賽獲得亞軍 - 已故Hip Hop歌手 - 生前是「Am3ition」樂隊成員之一，是當時温哥華華人社區具知名度的藝人。     | - 2008年9月在温哥華遇刺身亡 - 享年25歲        |
| 江梓瑋      | 2003年   | Sunshine Boyz冠軍                            | - 後参加2005年度香港先生選舉進入決賽 | - 目前居於香港 - 現為TVB旗下藝員。            |
| 辰亦儒      | 2004年   | Sunshine Boyz冠軍                            | - 已簽約成為台灣可米製作旗下藝人 - 於台灣拍攝偶像劇《終極一家》、《公主小妹》等                                                               | - 目前居於台北 - 前為飛輪海成員之一           |
| 商皓翔      | 2004年   | Sunshine Boyz亞軍                            | - 曾簽約成為台灣可米製作旗下藝人 - 曾拍攝一齣台灣偶像劇《東方茱麗葉》                                                                         | - 目前居於温哥華                              |
| 李昂霖      | 2004年   | Sunshine Boyz季軍                            | - 已簽約成為台灣可米製作旗下藝人 - 於台灣拍攝偶像劇《終極一家》、《公主小妹》等                                                               | - 目前居於台北                                |
| 李北岳      | 2005年   | Sunshine Boyz冠軍                            | - 2006年前往北京電影學院深造至今 - 同時成為當地平面模特兒和演員 - 是饒雪漫小說的書模，也在其小說《沙漏》MTV版本主角                           | - 目前居於北京                                |
| 謝展基      | 2005年   | Sunshine Boyz8强                             | - 2006年開始成為新時代電視旗下藝員和FM96.1DJ - 曾主持或参與過電視台和電台多個大小節目                                                         | - 目前居於温哥華                              |
| 竇驍        | 2007年   | Sunshine Boyz冠軍                            | - 張藝謀2010年電影《山楂樹之戀》男主角 | - 目前居於北京                                |
| 溫以飛      | 2006年   | Sunshine Boyz冠軍                            | - 2014年12月19日開始在台灣以Gentleman活動 | - 目前居於台北                                |
| 馬振桓      | 2012年   | Sunshine Boyz冠軍                            | - 2014年5月26日加入台灣男子偶像團體SpeXial | - 目前居於台北                                |
| 麥美恩      | 2008年   | 最具魅力大獎                                 | - 2011年參加香港小姐選舉獲得第四名而加入香港娛樂圈 - 現為TVB娛樂新聞台常駐主播及人氣資訊節目學是學非主持之一                                  | - 目前居於香港 - 現為無綫電視經理人合約女藝員 |
| 何廷威Brian | 2019年   | Sunshine Boyz冠軍 & 網上我最喜愛Sunshine大獎 | - 2019年參加香港後生仔傾吓偈（溫哥華版）節目錄製 - 2023年參加Mnet推出的男團選秀真人秀《BOYS PLANET》最後取得第37名 - 目前是樂華娛樂公開練習生 | - 目前居於溫哥華                              |
| 韓東君      | 2010年   | Sunshine Boyz8強                             | - 於中國拍攝《神鵰俠侶》、《無心法師》 | - 目前居於北京                                |

## 命名
自從2002年《Sunshine Boyz》時期以至2006年《Sunshine Nation》時期到目前為止。縱使此項活動的各主辦機構、策劃、工作人員、參賽者以及觀眾絕大部分皆為華人，但多年來主辨單位似乎從沒有意向為《Sunshine Boyz》或《Sunshine Nation》取一個中文的官方名字。原因估計是因為坊間被稱為「陽光少男或少女」的比賽實在太多而不想被混淆。事實上主辦單位多年來都沒有解釋為何《Sunshine Boyz》或《Sunshine Nation》沒有一個正式的中文譯名。所以到目前為止各大小傳媒報導有關是項活動時，大都會直接稱呼為《Sunshine Boyz》、《Sunshine Girlz》、《Sunshine Nation》或《SSN》。但另一方面，同樣由新時代集團籌辦，在多倫多的同類型活動《Sunshine Generations》卻有中文名稱《陽光世代》。

## 歷屆得獎者

### 《陽光少女競選》時期
| 年份   | 舉行日期 | 冠軍   | 亞軍   | 季軍   | 最上鏡小姐 | 陽光Cyber Girl | 清純環保Cyber Girl | 呵護肌膚大獎 | 靚靚肌膚大獎 | 至抵錫大獎 | 纖體少女 |
| 1999年 | 9月6日   | 子君   | 楊洛婷 | 凌美美 |            |                |                    |              |              |            |          |
| 2000年 | 8月20日  | 蘇郁婷 | 吳奕惠 | 陳顈兒 | 麥盈盈     | 古珊           |                    | 麥盈盈       |              |            |          |
| 2001年 | 8月26日  | 王藝璇 | 孫文俐 | 梁璟裕 | 湯翠晶     |                | 孫文俐             |              | 溫媛婷       | 葉慧筠     | 溫媛婷   |

### 《Sunshine Boyz》時期
| 年份   | 舉行日期 | 冠軍   | 亞軍   | 季軍   | 其他獎項 |
| 2002年 | 8月30日  | 周聘豪 | 陳佑綜 | 趙君豪 | 陽光大使：周聘豪 最上鏡大獎：陳佑綜 似模似樣大獎：周聘豪 才藝大獎：陳佑綜                                           |
| 2003年 | 9月1日   | 江梓瑋 | 劉國威 | 孔令豪 | 陽光大使：孔令豪 至型至Cool大獎：常毅 才藝大獎：劉國威 最上鏡大獎：江梓瑋 似模似樣大獎：江梓瑋 最突出Fans獎：孔令豪 |
| 2004年 | 8月31日  | 陳奕儒 | 商皓翔 | 李昂霖 | 陽光大使：容世龍 至型至Cool大獎：常毅 才藝大獎:余浩然 似模似樣大獎：金大中 才藝大獎，最突出Fans獎：余浩然           |
| 2005年 | 8月31日  | 李北岳 | 節樂米 | 李振綱 | 才藝大獎：節樂米 |

### 《Sunshine Nation》時期
| 年份   | 舉行日期 | Sunshine Boyz冠軍 | Sunshine Girlz冠軍 | 其他獎項                                                                          |
| 2006年 | 8月25日  | 溫以飛            | 李佳美             | 陽光魅力大獎：溫國祥 膚無瑕大獎：何婧婷 才藝大獎：潘璿米 最具演藝潛質大獎：劉音慈 |
| 2007年 | 8月4日   | 竇驍              | 況亦心             | 活力體態大獎：王原野 才藝大獎：高振寧 我最喜愛Sunshine大獎：林建興                |
| 2008年 | 8月29日  | 陳超              | 吳安娜             | 才藝大獎：王瑩瑩 網上我最喜愛Sunshine大獎：王瑩瑩 最具魅力大獎：麥美恩            |
| 2009年 | 8月28日  | 劉加              | 莫安琪             | 音樂才藝大獎：吉野令佳 網上我最喜愛Sunshine大獎：莫安琪                           |
| 2010年 | 8月27日  | 裴多歌            | 郝宇然             | 音樂才藝大獎：劉婷 網上我最喜愛Sunshine大獎：吳一峯                               |

## 歷屆參賽者及比賽資料

### Sunshine Boyz時期
| 年份   | 參賽號數 | 參賽號數 | 參賽號數 | 參賽號數 | 參賽號數 | 參賽號數 | 參賽號數 | 參賽號數 | 參賽號數 | 參賽號數 | 表演嘉賓   | 司儀                       | 比賽地點                        |
| 年份   | 1號      | 2號      | 3號      | 4號      | 5號      | 6號      | 7號      | 8號      | 9號      | 10號     | 表演嘉賓   | 司儀                       | 比賽地點                        |
| 2002年 | 梁振智   | 趙君豪   | 周聘豪   | 曹偉傑   | 吳宣澔   | 凌國鴻   | 陳佑綜   | 黃帝鈞   | 王家豪   | 翁國恒   | AM1470眾DJ | 陳芷菂、趙綺婷、小寶、漢文 | 列治文統一瑞迪森酒店            |
| 2003年 | 常毅     | 李紹賢   | 勞俊文   | 鍾耀昌   | 孔令豪   | 劉國威   | 陳勁宇   | 江梓瑋   | 劉森     | 李振聲   | AM1470眾DJ | 阿細、阿奪、映螢、漢文     | 本拿比（Micheal J.Fox Theatre） |
| 2004年 | 馮啓豪   | 黄子翔   | 鄧佑剛   | 容世龍   | 李歇     | 商皓翔   | 陳亦儒   | 李昂霖   | 余浩然   | 金大中   | AM1470眾DJ | 阿細、阿愷、盧業瑂         | 本拿比（Micheal J.Fox Theatre） |
| 2005年 | 謝展基   | 節樂米   | 李北岳   | 武燁     | 李振綱   | 溫俊明   | 郭潤霖   | 姜宜瑋   | -        | -        | EO2        | 阿愷、雷國瑜、李昂霖       | 本拿比（Micheal J.Fox Theatre)  |
| ------ | -------- | -------- | -------- | -------- | -------- | -------- | -------- | -------- | -------- | -------- | ---------- | -------------------------- | ------------------------------- |

### Sunshine Nation時期
| 年份                          | 參賽號數 | 參賽號數 | 參賽號數 | 參賽號數 | 參賽號數 | 參賽號數 | 參賽號數 | 參賽號數 | 參賽號數 | 參賽號數 | 分組          | 分組           | 表演嘉賓          | 司儀                               | 比賽地點                      |
| 年份                          | 1號      | 2號      | 3號      | 4號      | 5號      | 6號      | 7號      | 8號      | 9號      | 10號     | Sunshine Boyz | Sunshine Girlz | 表演嘉賓          | 司儀                               | 比賽地點                      |
| ----------------------------- | -------- | -------- | -------- | -------- | -------- | -------- | -------- | -------- | -------- | -------- | ------------- | -------------- | ----------------- | ---------------------------------- | ----------------------------- |
| 2006年                        | 吳錦暉   | 庄舟     | 梁紀萱   | 詹欣航   | 溫國祥   | 李佳美   | 趙安琪   | 潘璿米   | 何婧婷   | 劉音慈   | 1至5          | 6至10          | - 唐寧 - 林泳     | - 阿奪 - 雷國瑜 - 李昂霖           | 本拿比（Micheal J.Fox Theatre |
| 2007年                        | 鄭喬尹   | 林建興   | 竇驍     | 高振寧   | 王原野   | 李俍燕   | 況亦心   | 劉舒典   | 楊蔚庭   | 陳儀芝   | 1至5          | 6至10          | - 蔣雅文 - 李逸朗 | - 劉沛龍 - Jessica - 陳星南        | 本拿比（Micheal J.Fox Theatre |
| 2008年                        | 黃棟庭   | 龍昊然   | 陳超     | 謝嘉宏   | 李豪     | 朱嘉敏   | 吳安娜   | 麥美恩   | 籣敬珊   | 王瑩瑩   | 1至5          | 6至10          | - 辰亦儒 - 炎亞綸 | - 阿愷 - 溫國祥 - 謝展基           | 本拿比（Micheal J.Fox Theatre |
| 2009年 （页面存档备份，存于） | 沈麟     | 劉加     | 榮晨     | 陳智勇   | 張思暢   | 范愛雯   | 吉野令佳 | 錢佳欣   | 林雅琪   | 莫安琪   | 1至5          | 6至10          | - HotCha          | - 劉沛龍 - April - 謝展基          | 本拿比（Micheal J.Fox Theatre |
| 2010年 （页面存档备份，存于） | 吳一峯   | 宋樂謙   | 韓東君   | 裴多歌   | 劉婷     | 劉于嘉   | 蔡爍     | 郝宇然   | -        | -        | 1至4          | 5至8           | - 方皓玟          | - 李稼軒 - April - 徐家欣 - 杰拉德 | 本拿比（Micheal J.Fox Theatre |

## 外部連結
- 加拿大中文電台AM1470/FM96.1-Sunshine紅人
- Sunshine Boyz 2002 官方網站
- Sunshine Boyz 2003 官方網站
- Sunshine Boyz 2004 官方網站
- SunShine Nation 2007 官方網站
- SunShine Nation 2009 官方網站（页面存档备份，存于）